# خالد الصفيان
خالد بن عبد العزيز الصفيان هو محافظ محافظة القطيف فالسعودية منذ عام 2013م حتى يناير 2020. ولد في رأس تنورة عام 1960م. حصل على شهادة بكالوريس إعلام من جامعة الملك سعود في عام 1982م.